# Калиновка (река, впадает в Куршский залив)
Калиновка — река в России, протекает по территории Гурьевского и Зеленоградского районов Калининградской области. Устье реки находится в Куршском заливе. Длина реки составляет 17 км, площадь водосборного бассейна — 15,4 км². Протекает вблизи населённых пунктов — Краснополье, Привольное, Киевское, Иркутское, Новосельское.

## Данные водного реестра
По данным государственного водного реестра России относится к Балтийскому бассейновому округу, водохозяйственный участок реки — реки бассейна Балтийского моря в Калининградской области без рек Неман и Преголя. Относится к речному бассейну реки Неман и рекам бассейна Балтийского моря (российская часть в Калининградской области).
Код объекта в государственном водном реестре — 01010000312104300010663.

## Топографическая карта
- Лист карты N-34-42 Калининград. Масштаб: 1 : 100 000. Состояние местности на 1982 год. Издание 1987 г.